# Cue Club

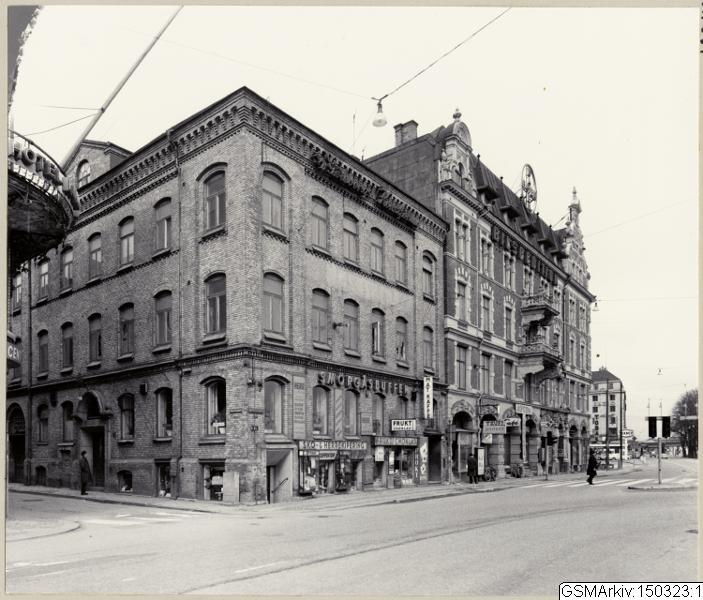
Köpmansgatan 52 - Nils Ericsonsgatan 21 där Cue Club höll till.

Cue Club var en pop- och rockklubb i Göteborg som startades den 4 mars 1966 av Styrbjörn Colliander och Fabian Carlsson på Norra Larmgatan 6, där Östra Nordstaden ligger idag. Redan i augusti samma år tvingades de att stänga vilket utmynnade i kravaller mellan ungdomar och polis, men Cue Club kunde öppna igen på Köpmansgatan 52 den 19 december 1966. Nästa flytt skedde i september 1969, då till gamla Kungsgillets Danssalongs lokal vid Kungstorget 14. Colliander tyckte aldrig att det blev någon bra "Cuestämning" i de nya lokalerna, varför man döpte om klubben i mars 1971 till Gustavus Adolphus. Premiärband var då hårdrockbandet Deep Purple.
Sommaren 1966 skulle Rolling Stones, efter att ha varit på turné i USA, göra tre konserter i Sverige varav Cue Club var ett av ställena. Alla tre konserter ställdes dock in eftersom USA-turnén gått dåligt.
Gruppen Yes gjorde sin första Sverigespelning på Cue Club den 20 februari 1970.
Natten till den 1 februari 1976 sköt en 23-årig värnpliktig vid Lv 6, beväpnad med k-pist, sammanlagt 33 skott inne på klubben, Colliander och en 17-årig gäst dödades och fem andra skadades lindrigt. Mannen dömdes senare för dubbelmord och mordförsök till sju års fängelse. 
Klubben återuppstod och lades ned med olika ledning fram till och med 6 januari 1996 då lokalen på Kungstorget där Cue Club låg brann. Senare kom Mudd Club att finnas på samma adress.
I september 2007 visade SVT Peter Birros TV-serie Upp till kamp vilken till stora delar utspelar sig på Cue Club under 1960- och 70-talet.

## Artister som uppträtt på Cue Club (urval)
- The Spencer Davis Group
- Animals
- The Shakers
- Apaches
- Fabians 1966
- Ten Years After 1969
- Tages
- Beachers
- Fleetwood Mac, 1969 [2]
- Jimi Hendrix
- Chicago Transit Authority (senare bara "Chicago"), 15 december 1969
- Yes, 1970
- Deep Purple, 1969
- Nick Cave
- Entombed
- Whale
- Oasis, 1994
- Motörhead, 1994
- John Mayall & the Bluesbreakers, 1968[källa behövs]